# Az Üdv a Wayne-ben epizódjainak listája
Ez a lista az Üdv a Wayne-ben című animációs sorozat epizódjait tartalmazza.

## Évados áttekintés
| Évad | Évad | Epizódok | Eredeti sugárzás | Eredeti sugárzás  | Magyar sugárzás  | Magyar sugárzás   |
| Évad | Évad | Epizódok | Évadpremier      | Évadfinálé        | Évadpremier      | Évadfinálé        |
| ---- | ---- | -------- | ---------------- | ----------------- | ---------------- | ----------------- |
|      | 1    | 20       | 2017. július 23. | 2018. október 26. | 2019. április 1. | 2019. április 5.  |
|      | 2    | 10       | 2019. május 3.   | 2019. május 31.   | 2019. április 8. | 2019. április 12. |

## Epizódok

### 1. évad
| #   | Eredeti cím                                 | Magyar cím               | Rendező    | Író | Eredeti premier      | Magyar premier   |
| --- | ------------------------------------------- | ------------------------ | ---------- | --- | -------------------- | ---------------- |
| 1.  | Rise and Shine Sleepyhead                   | Ébresztő, álomszuszék!   | Tahir Rana | Billy Lopez | 2017. július 24.     | 2019. április 6. |
| 2.  | Like a Happy, Happy Bird                    | Kígyóbűvölők             | Tahir Rana | James Best és Billy Lopez                                                                                       | 2017. július 25.     | 2019. április 9. |
| 3.  | Mail Those Cards, Boys!                     | Barátvadászat            | Tahir Rana | James Best, Craig Carlisle, Jonathan Greenberg, Billy Lopez, és Michael Pecoriello                              | 2017. július 26.     | 2019. április 6. |
| 4.  | Today Was Wassome                           | Vámpírirtók              | Tahir Rana | Susan Kim, Billy Lopez, és Michael Pecoriello                                                                   | 2017. július 27.     | 2019. április 7. |
| 5.  | Some Kind of Tap-Dancing, Beekeeping Whaler | A boszorkányüldözés      | Tahir Rana | Craig Carlisle, Billy Lopez, és Michael Pecoriello                                                              | 2017. július 28.     | 2019. április 6. |
| 6.  | Like No Other Market on Earth               | Alattomos alakoskodás    | Tahir Rana | Susan Kim, Billy Lopez, és Michael Pecoriello                                                                   | 2017. szeptember 18. | 2019. április 1. |
| 7.  | Beeping the Binklemobile                    | Titánok csatája          | Tahir Rana | Billy Lopez, Michael Pecoriello, és Kevin Seccia                                                                | 2017. szeptember 19. | 2019. április 2. |
| 8.  | Spacefish                                   | Táborozás a tetőn        | Tahir Rana | Craig Carlisle, Susan Kim, Billy Lopez, és Michael Pecoriello                                                   | 2017. szeptember 20. | 2019. április 3. |
| 9.  | A Pair of Normas                            | Harmadik fázis           | Tahir Rana | James Best, Susan Kim, Billy Lopez, és Michael Pecoriello                                                       | 2017. szeptember 21. | 2019. április 4. |
| 10. | It's the Mid-Season Finale                  | Mesés valóság            | Tahir Rana | Susan Kim, Billy Lopez, és Michael Pecoriello                                                                   | 2018. október 15.    | 2019. április 5. |
| 11. | Hit It, Toofus!                             | Veszedelmes vendégek     | Tahir Rana | Jordan Gershowitz, Billy Lopez, Michael Pecoriello, és Kevin Seccia                                             | 2018. október 16.    | 2019. április 1. |
| 12. | Wall-to-Wall Ping-Pong Ball                 | Könyvtári közvetítés     | Tahir Rana | Jordan Gershowitz, Billy Lopez, és Michael Pecoriello                                                           | 2018. október 17.    | 2019. április 1. |
| 13. | Swap Shop Hop & Bop                         | Bolydult bazár           | Tahir Rana | Billy Lopez, Zach Paez, és Michael Pecoriello                                                                   | 2018. október 18.    | 2019. április 2. |
| 14. | 8:08:08                                     | Nyögvenyelős nyolcas     | Tahir Rana | James Best, Lexi St. John, Liza St. John, Susan Kim, Billy Lopez, Christian Marsh Reiman, és Michael Pecoriello | 2018. október 19.    | 2019. április 2. |
| 15. | Flutch                                      | Kitartó kötelék          | Tahir Rana | Billy Lopez, Michael Pecoriello, és Kevin Seccia                                                                | 2018. október 22.    | 2019. április 3. |
| 16. | What's For Linner?                          | Alattomban az alagsorban | Tahir Rana | Susan Kim, Billy Lopez, Christian Marsh Reiman, és Michael Pecoriello                                           | 2018. október 23.    | 2019. április 3. |
| 17. | Leave the Funny, Find the Bunny             | Egy kalap alatt          | Tahir Rana | Billy Lopez, Zach Paez, and Michael Pecoriello                                                                  | 2018. október 24.    | 2019. április 2. |
| 18. | Gimble in the Wabe                          | A 13. emelet             | Tahir Rana | Craig Carlisle, Billy Lopez, és Michael Pecoriello                                                              | 2018. október 25.    | 2019. április 3. |
| 19. | Keep an Eye on the Nose                     | Irány az orrunk után!    | Tahir Rana | Billy Lopez, Zach Paez, és Michael Pecoriello                                                                   | 2018. október 26.    | 2019. április 4. |
| 20. | So This Is Glamsterdam                      | Félresiklott feladat     | Tahir Rana | Craig Carlisle, Billy Lopez, és Michael Pecoriello                                                              | 2018. október 26.    | 2019. április 5. |

### 2. évad
| #   | #   | Eredeti cím                                    | Magyar cím                                     | Rendezte   | Írta                                               | Eredeti premier | Magyar premier    |
| --- | --- | ---------------------------------------------- | ---------------------------------------------- | ---------- | -------------------------------------------------- | --------------- | ----------------- |
| 21. | 1.  | We're Gonna Need a Bigger Cup                  | Nagyobb pohár kell                             | Tahir Rana | Adam Cohen és Michael Pecoriello                   | 2019. május 3.  | 2019. április 8.  |
| 22. | 2.  | Welcome to the Wassermans'                     | Az ottalvós buli                               | Tahir Rana | Stacey Greenberger és Michael Pecoriello           | 2019. május 3.  | 2019. április 8.  |
| 23. | 3.  | An Olly-Day Miracle!                           | Egy Olly-napi csoda                            | Tahir Rana | Jeffrey Sayers és Michael Pecoriello               | 2019. május 10. | 2019. április 9.  |
| 24. | 4.  | That's Squidjit Bowling                        | Ilyen a kalmica-teke!                          | Tahir Rana | Jacob Fleisher, Billy Lopez, és Michael Pecoriello | 2019. május 10. | 2019. április 9.  |
| 25. | 5.  | We're the Wayniacs                             | Mi vagyunk a Hellowayne!                       | Tahir Rana | Adam Cohen és Michael Pecoriello                   | 2019. május 17. | 2019. április 10. |
| 26. | 6.  | Curious Brains of the Wayne                    | A Wayne tudós elméi                            | Tahir Rana | Jeffrey Sayers és Michael Pecoriello               | 2019. május 17. | 2019. április 10. |
| 27. | 7.  | Wiles Styles You Ove                           | A stílus mágus                                 | Tahir Rana | Erica Ottenberg és Michael Pecoriello              | 2019. május 24. | 2019. április 11. |
| 28. | 8.  | The Best Buddy I Never Had                     | A soha volt legjobb barátom                    | Tahir Rana | Jeffrey Sayers és Michael Pecoriello               | 2019. május 24. | 2019. április 11. |
| 29. | 9.  | Some Sort of Bad Luck Curse                    | Valamiféle átok                                | Tahir Rana | Bob Mittenthal and Michael Pecoriello              | 2019. május 31. | 2019. április 12. |
| 30. | 10. | Whoever Controls the Wayne, Controls the World | Aki a Wayne-ben uralkodik, az uralja a világot | Tahir Rana | Adam Cohen és Michael Pecoriello                   | 2019. május 31. | 2019. április 12. |